# A Yank in the R.A.F.
A Yank in the R.A.F. is een Amerikaanse oorlogsfilm uit 1941 onder regie van Henry King.

## Verhaal
De piloot Tim Baker komt in de problemen, als hij een vliegtuig naar Canada vliegt in plaats van New York. Door een nieuwe opdracht te accepteren kan hij ternauwernood een aanklacht ontlopen. Hij zal bommenwerpers naar Groot-Brittannië vliegen. In Londen loopt hij zijn oude vlam Carol Brown tegen het lijf.

## Rolverdeling
| Acteur            | Personage                     |
| ----------------- | ----------------------------- |
| Tyrone Power      | Tim Baker                     |
| Betty Grable      | Carol Brown                   |
| John Sutton       | Commandant Morley             |
| Reginald Gardiner | Roger Pillby                  |
| Donald Stuart     | Korporaal Harry Baker         |
| Ralph Byrd        | Al Bennett                    |
| Richard Fraser    | Thorndyke                     |
| Denis Green       | Luitenant Redmond             |
| Bruce Lester      | Luitenant Sterling Richardson |
| Gilchrist Stuart  | Wales                         |
| Lester Matthews   | Kapitein                      |
| Frederick Worlock | Canadese majoor               |
| Ethel Griffies    | Lady Fitzhugh                 |
| Fortunio Bonanova | Louie                         |
| James Craven      | Instructeur                   |